# Golshifteh Farahani
Golshifteh Farahani (em persa: گلشیفته فراهانی), nome artístico de Rahavard Farahani (Teerã, 10 de julho de 1983), é uma atriz, cantora e ativista iraniana conhecida por atuar em filmes estadunidenses, franceses e árabes.
Em 2008 foi banida de seu país por haver posado nua para a revista Madame Figaro.

## Biografia
Seu pai era ator e diretor de teatro, e a mãe uma pintora. Farahani começou seus estudos de música clássica (voz e piano) aos cinco anos de idade e, já aos doze, foi reconhecida no Conservatório de Viena.
Logo foi descoberta pelo executivo cinematográfico iraniano Dariush Mehrjui, e tornou-se protagonista de um de seus filmes, iniciando assim sua carreira que logo a levou a novos papéis.
A atriz veio a obter o reconhecimento no país natal, vencendo o prêmio Crystal-Simorgh do Fajr International Film Festival. Isto lhe valeu a participação no filme Rede de Mentiras, ao lado de Leonardo di Caprio (2008).
No lançamento do filme, em Nova Iorque, a atriz posou com os cabelos soltos e ombros desnudos; quando retornou ao Irã teve o passaporte confiscado e por sete meses foi submetida a vários interrogatórios.
Sobre essa repressão, a atriz declarou: "Você é jogada como uma bola da Corte Revolucionária Islâmica aos serviços de inteligência, cada uma das organizações querendo provar ter mais poder"

## Protesto fotográfico
Ainda em 2008 Farahani deixou seu país, em protesto às restrições impostas ao cinema local, passando a residir em Paris. Sua fuga se deu em 23 de agosto daquele ano, de forma traumática pois se viu obrigada a deixar os parentes, e o país que, apesar de tudo, diz ser "o melhor país para se viver"; mas ressalta: "Olhe para nós, todos que nascemos depois da revolução. O mundo muçulmano olha para o Irã como um exemplo, um sonho, mas eles não sabem o que acontece lá".
Em janeiro de 2012 a atriz posou nua para a publicação francesa Le Figaro, numa manifestação contra a repressão às mulheres, o que levou as autoridades iranianas do Ministério da Cultura e Orientação Islâmica a notificarem-na a não mais retornar ao país.

## Filmografia

### Cinema
- 1997 : Le Poirier (Derakht-e golabi) de Dariush Mehrjui : M
- 2000 : Haft Pardeh de Farzad Motamen : L'ange
- 2001 : Zamaneh de Hamid Reza Salahmand : Zamaneh
- 2002 : Jayee digar de Mehdi Karampoor
- 2003 : Deux Anges (Do fereshteh) de Mamad Haghighat : Azar
- 2003 : Boutique de Hamid Nematollah : Eti
- 2004 : Les Larmes du Froid (Ashk-e sarma) de Azizollah Hamidnezhad : Ronak
- 2005 : Bab'Aziz, le prince qui contemplait son âme de Nacer Khemir : Nour
- 2005 : Mahiha ashegh mishavand (Les Poissons tombent amoureux) de Ali Rafie : Touka
- 2005 : Au nom du père (Bé nam-e pedar) de Ebrahim Hatamikia : Habibeh
- 2006 : Gis Borideh de Jamshid Heydari : Mariam
- 2006 : Niwemang de Bahman Ghobadi : Niwemang
- 2007 : Mim mesle madar de Rasool Mollagholi Poor : Sepideh
- 2007 : Santouri de Dariush Mehrjui : Hanieh
- 2008 : Shirin de Abbas Kiarostami : Une femme dans l'assistance
- 2008 : There's always a woman in between (Hamisheh paye yek zan dar miyan ast) de Kamal Tabrizi : Mariam
- 2008 : Divar de Mohammad-Ali Talebi : Setareh
- 2008 : Body of Lies de Ridley Scott : Aisha
- 2009 : Darbareye Elly de Asghar Farhadi : Sepideh
- 2010 : Au prix du sang de Roland Joffé : Leila
- 2011 : Si tu meurs, je te tue de Hiner Saleem : Siba
- 2011 : Poulet aux prunes de Marjane Satrapi e Vincent Paronnaud : Irâne
- 2012 : Syngué Sabour, pierre de patience de Atiq Rahimi : La femme
- 2012 : La Règle de trois de Louis Garrel : Marie
- 2013 : My Sweet Pepper Land de Hiner Saleem : Govend
- 2014 : Eden de Mia Hansen-Løve : Yasmin
- 2014 : Rosewater de Jon Stewart : Maryam
- 2014 : Exodus: Gods and Kings de Ridley Scott : Néfertari
- 2015 : Les Deux Amis de Louis Garrel : Mona Dessaint
- 2015 : Go Home de Jihane Chouaib : Nada
- 2016 : Altamira de Hugh Hudson : Conchita
- 2016 : Les Malheurs de Sophie de Christophe Honoré : Madame de Réan
- 2016 : Paterson de Jim Jarmusch : Laura
- 2017 : Shelter de Eran Riklis : Mona
- 2017 : Pirates of the Caribbean: Dead Men Tell No Tales de Joachim Rønning e Espen Sandberg : Haifaa Meni
- 2017 : The Song of Scorpions de Anup Singh : Nooran
- 2017 : The Upside de Neil Burger : Magana Gupta
- 2017 : Santa et Cie de Alain Chabat : Amélie
- 2018 : La nuit a dévoré le monde de Dominique Rocher : Sarah
- 2018 : Les Filles du soleil de Eva Husson : Bahar
- 2019 : L'Angle mort de Pierre Trividic e Patrick Mario Bernard : Elham
- 2019 : Un divan à Tunis de Manele Labidi : Selma
- 2020 : Extraction de Sam Hargrave
- 2022 : Frère et Soeur de Arnaud Desplechin
- 2023 :  Extraction 2 de Sam Hargrave

### Televisão
- 2012 :  Just Like a Woman (Telefilme) de Rachid Bouchareb : Mona
- 2021 : Invasion (série) : Aneesha Malik
- 2021 : VTC (série) : Nora